# John Merivale
John Herman Merivale, conosciuto anche come Jack Merivale (Toronto, 1º dicembre 1917 – Londra, 6 febbraio 1990), è stato un attore britannico.

## Biografia

### Gli esordi
Nato a Toronto, figlio degli attori inglesi Philip Merivale e Viva Birkett, e figliastro dell'attrice Gladys Cooper, John Merivale fu educato in Inghilterra e studiò alla Rugby School e al New College di Oxford. All'età di quindici anni apparve in un breve ruolo non accreditato nel film horror L'uomo invisibile (1933), ma la sua strada era destinata a diventare quella del palcoscenico. Nel 1937 il ventunenne Merivale apparve in una rappresentazione della pièce Sogno di una notte di mezza estate di William Shakespeare, in scena all'Old Vic di Londra, accanto a Vivien Leigh, Ralph Richardson e Anthony Quayle.
Tre anni più tardi lavorò nuovamente accanto alla Leigh durante la tournée americana che l'attrice e Laurence Olivier intrapresero tra il mese di marzo e il mese di giugno 1940. Nel dramma shakespeariano Romeo e Giulietta, che fu rappresentato prima al Geary Theatre di San Francisco, quindi all'Auditorium di Chicago e infine al Teatro della 51ª strada di New York, Merivale interpretò sia il doppio di Laurence Olivier che il ruolo di Balthasar, servitore di Romeo. Il tour fu però un insuccesso di critica e di pubblico e le rappresentazioni a New York furono interrotte anticipatamente.

### Il teatro e il cinema
Nel 1941 Merivale sposò in prime nozze l'attrice americana Jan Sterling, dalla quale divorzierà nel 1948.
Allo scoppio della seconda guerra mondiale l'attore interruppe la propria carriera artistica e servì come pilota nelle forze aree sia britanniche che canadesi. Nel 1946 ritornò a calcare i palcoscenici ed ebbe il ruolo da protagonista in una rappresentazione di successo della commedia Il ventaglio di Lady Windermere di Oscar Wilde. Apparve successivamente in teatro in Anne of the Thousand Days (1948-1949), The Day After Tomorrow (1950) e The Deep Blue Sea (1952-1953). Nello stesso periodo recitò in alcune popolari serie televisive, quali Robert Montgomery Presents (1952).
Merivale si riavvicinò al grande schermo nella seconda metà degli anni cinquanta, interpretando un breve ruolo non accreditato nel film La battaglia di Rio della Plata (1956) di Michael Powell ed Emeric Pressburger. Apparve successivamente nel ruolo di Robbie Lucas in Titanic, latitudine 41 nord (1958), nei panni del Dott. John Fielding in Caltiki, il mostro immortale (1959), un horror di produzione italiana, e di Edward Finsbury in Il circo degli orrori (1960).
Nel 1963 recitò nel film I cinque volti dell'assassino (The List of Adrian Messenger) di John Huston, un giallo di ambientazione britannica in cui interpretò il breve ma incisivo ruolo di Adrian Messenger, lo scrittore che dà il titolo originale al film e che ritiene di aver scoperto un collegamento tra una serie di morti sospette e apparentemente accidentali. Messenger viene però assassinato mentre sta tentando di acquisire prove concrete, e il prosieguo delle indagini viene assunto da Anthony Gethryn (George C. Scott), un agente dell'Intelligence a riposo. Nel film apparve anche Gladys Cooper, matrigna di Merivale, ma i due non recitarono nelle stesse sequenze.
L'ultima apparizione cinematografica di Merivale risale al 1966 nella commedia di spionaggio Arabesque, in cui recitò accanto a Gregory Peck e Sophia Loren e in cui interpretò il ruolo del Maggiore Sylvester Pennington Sloane.

### Gli anni con Vivien Leigh
Nei primi mesi del 1960, scritturato per il ruolo di Armand nella pièce Duel of Angels, Merivale incontrò nuovamente Vivien Leigh, con cui aveva recitato vent'anni prima durante la tournée americana di Romeo e Giulietta. La collaborazione artistica in Duel of Angels divenne presto un sodalizio sentimentale fra i due attori. Merivale, uomo riservato e privo di pretese divistiche, con affettuosa discrezione si prese cura della Leigh e della sua salute durante gli ultimi e difficili sette anni di vita dell'attrice, minata dalla tubercolosi cronica e soggetta a frequenti e gravi disturbi depressivi.
Le rappresentazioni di Duel of Angels ottennero un trionfale successo a New York e proseguirono durante l'anno 1960 anche a Los Angeles, San Francisco, Kansas City, Chicago, per concludersi al National Theatre di Washington. Per restare costantemente a fianco della Leigh, l'anno successivo Merivale intraprese con lei una lunga tournée con la compagnia dell'Old Vic in Australia e Nuova Zelanda, durante la quale la coppia recitò nuovamente in Duel of Angels, ne La dodicesima notte di Shakespeare e in La signora delle camelie di Alexandre Dumas (figlio). Concluso il tour in Oceania nel marzo 1962, i due proseguirono la tournée in America Latina e recitarono nelle principali capitali sudamericane fino al mese di maggio, riproponendo gli stessi tre lavori già rappresentati in Australia.
La coppia tornò sulle scene americane nel maggio 1966 con il dramma Ivanov di Anton Čechov, che era stato appena rappresentato con successo a Londra con l'interpretazione di John Gielgud. Durante la tournée statunitense, Merivale impersonò il dottor L'vov, l'onesto medico che assiste la protagonista Anna Petrovna (la Leigh), moglie di Ivanov e malata di tubercolosi, commiserandola per il cinismo con cui il marito ne attende la morte, con l'obiettivo di risposarsi con una donna più giovane.

### Il declino
Dopo la morte di Vivien Leigh nel luglio 1967, Merivale si legò sentimentalmente all'attrice Dinah Sheridan. Nel 1970 gli vennero diagnosticati gravi disturbi renali che lo costrinsero a rallentare l'attività artistica. La Sheridan gli fu accanto durante questo difficile periodo e l'unione fu coronata dal matrimonio, celebrato nel 1986.
L'aggravarsi della malattia ai reni condusse Merivale alla morte il 6 febbraio 1990, all'età di 72 anni.

## Filmografia

### Cinema
- L'uomo invisibile (The Invisible Man), regia di James Whale (1933) (non accreditato)
- La battaglia di Rio della Plata (The Battle of the River Plate), regia di Michael Powell ed Emeric Pressburger (1956) (non accreditato)
- Titanic, latitudine 41 nord (A Night to Remember), regia di Roy Ward Baker (1958)
- Caltiki, il mostro immortale, regia di Riccardo Freda (1959)
- Il circo degli orrori (Circus of Horrors), regia di Sidney Hayers (1960)
- House of Mysteries, regia di Vernon Sewell (1961)
- I cinque volti dell'assassino (The List of Adrian Messenger), regia di John Huston (1963)
- Incubo sulla città (80,000 Suspects), regia di Val Guest (1963) (non accreditato)
- Qualcuno da odiare (King Rat), regia di Bryan Forbes (1965)
- Arabesque, regia di Stanley Donen (1966)

### Televisione
- Actor's Studio – serie TV, episodi 2x22-2x27 (1950)
- Somerset Maugham TV Theatre – serie TV, episodio 1x11 (1950)
- Celanese Theatre – serie TV, episodio 1x17 (1952)
- Robert Montgomery Presents – serie TV, episodio 3x30 (1952)
- ITV Play of the Week – serie TV,  episodio 1x11 (1955)
- The Vise – serie TV, episodio 5x14 (1957)
- Hour of Mystery – serie TV, episodio 1x2 (1957)
- ITV Television Playhouse – serie TV, episodio 5x11 (1959)
- Theatre 70 – serie TV,  episodio 1x19 (1961)
- Kraft Mystery Theater – serie TV, episodio 1x10 (1961)

## Doppiatori italiani
- Renato De Carmine in Caltiki, il mostro immortale
- Richard McNamara in I cinque volti dell'assassino
- Gianfranco Bellini in Arabesque